# 高森惟直
高森 惟直（たかもり これなお）は、戦国時代から安土桃山時代にかけての武将。阿蘇氏の家臣。肥後国高森城主。

## 略歴
高森氏は阿蘇氏庶流で南郷七家の筆頭。南北朝時代より肥後阿蘇郡高森城主を務めており、家中でも重臣の地位にいた。
天正12年（1584年）から天正13年（1585年）にかけての阿蘇合戦において阿蘇氏が島津氏に属することに反発し、大友氏と結んだ。そのため、島津氏家臣の新納忠元に居城・高森城を攻められる事となる。阿蘇氏から降伏するように何度も使者が訪れたが、ことごとくこれを惨殺し、徹底抗戦の構えを崩す事はなかった。惟直は大友氏に援軍を要請したが、援軍の到着前に島津軍との城外決戦に敗れた。城兵は200人以上の戦死者を出し惟直も討死を遂げた。その後高森城は落城した。